# Schyrenbad

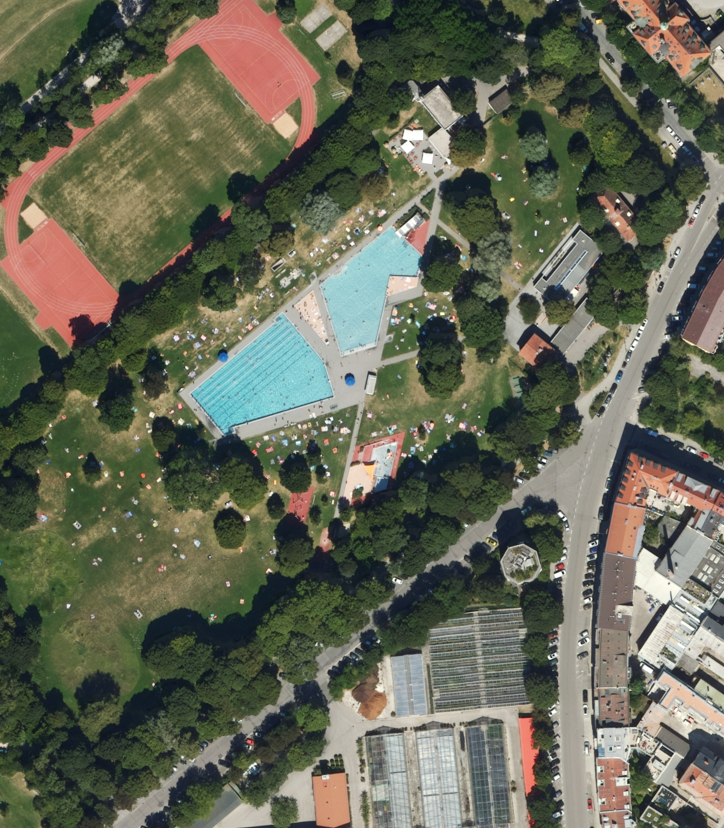
Luftbild (2020er Jahre)

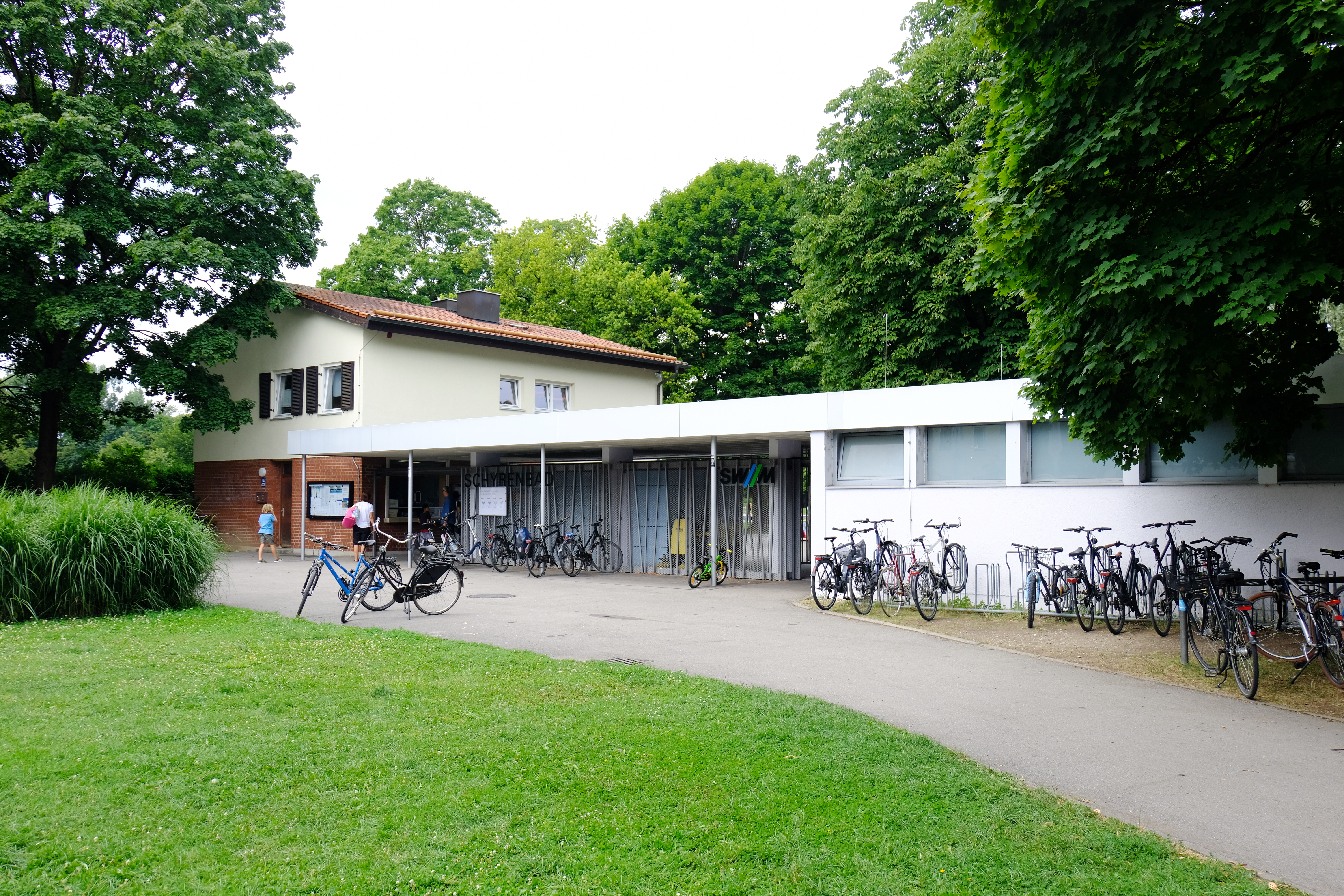
Eingangsbereich (2019)

Das Schyrenbad ist das älteste Freibad Münchens. Es liegt an der Claude-Lorrain-Straße 24 im Stadtteil Untergiesing rechts der Isar, oberhalb der Wittelsbacherbrücke und unterhalb der Baumschule Bischweiler. Pro Saison besuchen im Schnitt etwa 120.000 Gäste das Bad.

## Geschichte
Das Bad wurde 1847 als Städtisches Freibad und reines Männerbad eröffnet; erst ab 1938 waren auch Frauen im Bad zugelassen. Das Schwimmbecken wurde mit Isarwasser durch das Freibadbächl, eine Abzweigung des Auer Mühlbaches, gespeist. 1855 wurde das Bad durch ein Hochwasser zerstört; seit 1877 trägt es den Namen Schyrenbad (nach der nahegelegenen Schyrenstraße), was wiederum auf die Grafen von Schyren zurückgeht, die Vorfahren der Wittelsbacher waren und in Scheyern ihren Stammsitz hatten. Während der Olympischen Spiele 1972 fungierte das Schyrenbad als Trainingsstätte, was umfangreiche Sanierungsarbeiten im Vorfeld der Spiele mit sich brachte. Von 2006 bis 2007 wurde das Bad abermals generalsaniert und verfügt seitdem u. a. über zwei Schwimmbecken und eine Wasserrutsche. Betrieben wird das Schwimmbad von den Stadtwerken München.

## Freizeitangebot
Das Schyrenbad hat ein 50-m-Becken mit drei Schwimmerbahnen, ein Nichtschwimmerbecken, ein Planschbecken mit kindgerechten Attraktionen, eine Breitwasserrutsche, ein Erlebnisbecken mit Sprudelliegen sowie eine Liegewiese mit alten Bäumen. Es gibt außerdem einen Kinderspielplatz, man kann Tischtennis und Freiluft-Schach spielen. Das Bad bietet Platz für 7500 Besucher.